# Montecincla fairbanki
El charlatán de Kerala (Montecincla fairbanki) es una especie de ave paseriforme de la familia Leiothrichidae endémica de los Ghats occidentales, al sur de la brecha Palakkad en el sur de India. Se la encuentra en bosques montanos elevados.

## Descripción

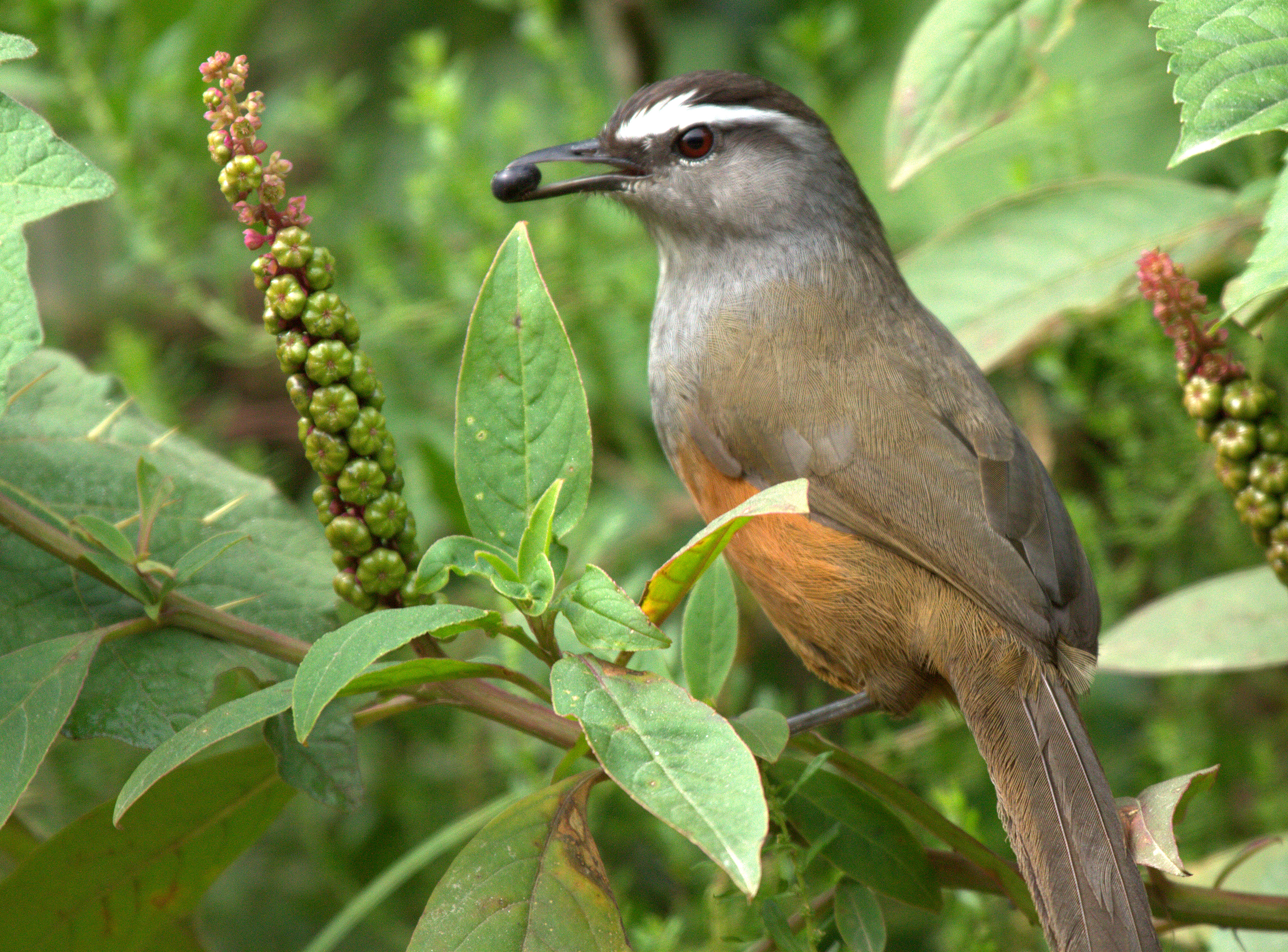
Ejemplar alimentándose.

Esta ave de pecho gris y vientre rufo posee una prominente lista ocular oscura y una ancha lista superciliar blanca. Su lista superciliar se prolonga por detrás del ojo. Su garganta posee un tono característico gris que se prolonga en la parte superior del pecho. La porción gris de su pecho posee pequeñas pintas marrones. La zona inferior del pecho y su vientre son de un pardo rojizo y su dorso es marrón oliva. Su pico es amarronado. Ambos sexos son idénticos.

## Distribución y hábitat
La especie se encuentra en una zona al sur de la brecha Palghat, la mayor densidad de aves se encuentra en las regiones elevadas (por encima de 300 m de altura) de las colinas Palani y de las colinas Annamalai en el oeste de Tamil Nadu y Munnar en Kerala. Su hábitat natural son los bosques montanos elevados.